# Alexis Méndez (calciatore)
Alexis Méndez (Los Angeles, 6 settembre 2000) è un calciatore statunitense, centrocampista del Juárez.

## Caratteristiche tecniche
È un centrocampista centrale.

## Carriera

### Club
Ha giocato nella prima divisione portoghese con il Vizela.

### Nazionale
Nel 2018 con la nazionale Under-20 statunitense ha preso parte al Campionato nordamericano Under-20 2018 ed al Mondiale Under-20 dell'anno successivo.